# 劇団土下座
劇団土下座（げきだんどげざ）は東京の劇団。
2004年に結成。主宰である古屋太朗のオリジナル脚本の他、山崎正和、三好十郎、つかこうへいらの脚本をアレンジして上演している。
現在は、活動を休止している。

## メンバー
- 古屋太朗 - 1980年生まれ。神奈川県出身。主宰、演出を手掛ける。北区つかこうへい劇団制作本部長。
- 染矢喜弘
- 長山雄作 - 主に音響と出演を手掛ける。モヒカン刈りのヘアスタイルに白いブリーフを着用した「まさお」というキャラクターで親しまれている。
- 萩原賢一郎 - 主に照明を手掛ける。
- 朝明みちる - 座長。公式ＨＰでは失踪中とされている。

## 公演
- 非業の死
- 言葉～アイヒマンを捕らえた男～
- 熱海殺人事件
- 月夜
- 再起動
- 熱海殺人事件２
- 蒲田行進曲
- 恭しき娼婦